# Universiteit van Loughborough
De Universiteit van Loughborough (Engels: Loughborough University) is een universiteit in Loughborough, Leicestershire, Engeland.
De universiteit ontstond in 1909, als Technical Institute. Door inspanningen van Dr. Herbert Schofield, rector magnificus van 1915 tot 1950, groeide het uit tot wat bekend werd als Loughborough College. In die tijd zijn ook de Rutland en Hazlerigg halls (studentenaccommodatie) gebouwd.
In 1952 was Loughborough College verdeeld in vier aparte instituten:
- Loughborough College of Technology,
- Loughborough Teacher Training College (werd in 1963 Loughborough College of Education),
- Loughborough College of Art and Design en
- Loughborough Technical College.

Het Loughborough Technical College werd in 1957 aangewezen om een zogenaamd College of Advanced Technology te worden, vanwege de nadruk op onderwijs in voortgezette technische en toegepaste wetenschappen.
In oktober 1963 kwam een rapport over hoger onderwijs uit, waarin aangeraden werd om Colleges of Advanced Technology aan te wijzen als technische universiteiten. En zo kwam het dat Loughborough College in 1966 de eerste Britse technische universiteit werd: Loughborough University of Technology.
Op de dertigste verjaardag van de universiteit, in 1996, is de universiteit hernoemd naar Loughborough University. Meer dan 17.000 fulltime studenten studeren aan de universiteit en de campus is met zijn 165 hectare een van de grootste van het land.
De universiteit staat internationaal bekend om haar prestaties en mogelijkheden op sportgebied. Bovendien staan het onderwijs en onderzoek hoog aangeschreven, getuige een zesde plaats in de lijst van Britse universiteiten volgens The Times Good University Guide 2006, waarbij vooral hoog werd gescoord op tevredenheid van de studenten.

## Alumni
- Sebastian Coe, politicus
- Diane Farr, actrice
- Olivia Nicholls, tennisspeelster
- Paula Radcliffe, atlete
- Bridget Riley, schilderes
- Jodie Swallow, triatlete
- Sophie Walker, professioneel golfer

## Trivia
- Op 11 maart 2007 werd om 2.45 uur op de campus van de universiteit een student neergeschoten na afloop van een concert van de Amerikaanse band Pretty Ricky, waarbij zeven mensen in het ziekenhuis belandden. De schutter was een inwoner uit de omgeving van Nottinghamshire, de student trad tijdens het concert op als beveiliger. Het slachtoffer werd geraakt in de buik maar verkeerde buiten levensgevaar.[1][2]